# Adèle d'Affry
Adèle d'Affry, född 1836, död 1879, var en schweizisk skulptör, känd under konstnärsnamnet Marcello. Hon debuterade i Paris 1860 och deltog med framgång i en rad utställningar. 